# Ein Engel namens Schmitt
Ein Engel namens Schmitt ist ein musikalisches Lustspiel in drei Akten von Just Scheu. Das Libretto entstand in Gemeinschaftsarbeit des Komponisten mit Ernst Nebhut. Uraufführung war am 13. November 1953 in Braunschweig.

## Handlung
Alle drei Akte spielen in einem elegant ausgestatteten Fabrikbüro in einer deutschen Großstadt Anfang der 1950er Jahre.
Einerseits ist der verwitwete Paul Gerlach zwar ein cholerischer Diktator eines pharmazeutischen Unternehmens, andererseits aber auch von naiver Gutmütigkeit. Auf Tommy Schmitt, seinen Sekretär, kann er sich hundertprozentig verlassen. Passt aber mal Paul Gerlach etwas nicht – und dies kommt öfters vor, als man denkt – lädt er seine Wut auf Tommy ab. Der erträgt die Launen seines Chefs geduldig. Eines Tages aber ist alles anders. Er erkennt seinen Vorgesetzten nicht wieder. Er fährt nicht mehr gleich aus der Haut, sondern behandelt ihn besonders liebenswürdig. Auch Gerlachs Tochter Gaby, für die er schon seit Langem schwärmt, aber zu schüchtern ist, um es ihr zu sagen, interessiert sich auf einmal heftig für ihn. Worauf diese Sinneswandel zurückzuführen sind, bleibt ihm jedoch vorerst verborgen.
Bei einer Reihenuntersuchung hat Dr. Zoll, der Betriebsarzt, bei Tommy eine besonders heimtückische Krankheit diagnostiziert, die ihm nur noch eine Lebenserwartung von wenigen Wochen einräumt, es sei denn, es gelänge, rechtzeitig ein Gegenmittel zu entwickeln. Die noch verbleibende Zeit ist dafür zwar sehr kurz, aber es sollte zumindest der Versuch gewagt werden. Große Hoffnungen sollte sich aber niemand machen!
Alle Personen, mit denen es Tommy in der Fabrik zu tun hat, wissen Bescheid. Sie bemühen sich, ihm jeden Wunsch von den Augen abzulesen. In Wahrheit verhält es sich aber so, dass die etwas flatterhafte  Krankenschwester Cornelia zwei Blutbilder vertauscht hat. Als sie ihren Irrtum bemerkt, will sie Tommy sogleich aufklären, doch als sie sieht, wie glücklich er gerade ist, hält sie es nicht mehr für notwendig.
Tommy bekommt zufällig mit, wie sein Chef in einem Telefongespräch erwähnt, sein Sekretär müsse wegen einer schweren Krankheit mit dem baldigen Ableben rechnen. Diese Nachricht versetzt Tommy erst einen Schock, doch kurz darauf fasst er sich wieder und entschließt sich, während der ihm noch verbleibenden Tage das Leben in großen Zügen zu genießen. Der Sinneswandel bewirkt, dass seine Schüchternheit plötzlich wie weggeblasen ist. Der Betriebsarzt, der ihn natürlich unauffällig beobachtet, glaubt an ein letztes Aufbäumen seiner Kräfte. Aber ganz kann Tommy doch nicht überspielen, wie ihn die Nachricht getroffen hat. Auch seiner verehrten Gaby bleibt es nicht verborgen. Als sie ihn zu trösten versucht, merkt sie, dass ihre Gefühle über bloßes Mitleid hinausgehen.
Dr. Zoll glaubt, ein Mittel gegen die heimtückische Krankheit gefunden zu haben. Obwohl es noch nicht getestet wurde, erklärt sich Tommy bereit, es sich einspritzen zu lassen. Jetzt ist natürlich Krankenschwester Cornelia entsetzt; denn sie weiß ja, dass Tommy nichts fehlt. Sie füllt deshalb ein Placebo in die Spritze. Was folgt, ist für alle höchst überraschend: Tommy fühlt sich nun todkrank. Cornelia kann sich nicht mehr zurückhalten und berichtet ihm die ganze Wahrheit. Doch sie rät ihm auch, noch eine schöne Weile die Rolle des Todkranken zu spielen. Nachdem Tommy inzwischen weiß, was los ist, geht er nur allzu gerne darauf ein. Flugs nutzt er die Lage aus und bittet Gaby, ihm seinen allerletzten Wunsch zu erfüllen: mit ihm Verlobung zu feiern. Bei dem Fest ernennt der alte Gerlach seinen Sekretär zum Juniorpartner. Alle sind gut gelaunt, und Dr. Zoll schwelgt besonders im Glück. Er glaubt, das von ihm entwickelte Mittel habe den Armen gerettet. Im Geiste sieht er sich schon als Nobelpreisträger. Seine Freude währt jedoch nicht lange; denn die Krankenschwester hält es für angebracht, das Theater zu beenden und die Wahrheit zu offenbaren.
Dass am Ende der Komödie Tommy und Gaby ein Paar werden, überrascht nicht; dass aber auch Paul Gerlach und Krankenschwester Cornelia entdecken, füreinander geschaffen zu sein, und sich nun ebenfalls verloben, war nicht vorherzusehen.

## Musik
Das Werk ist für singende Schauspielerinnen und Schauspieler gedacht, weshalb Angaben zu den Stimmlagen fehlen. Eines Orchesters bedarf es auch nicht; der Komponist schreibt lediglich zwei Flügel oder Klaviere vor. Nach Belieben können noch Gitarre und Kontrabass dazukommen. Die Singstimmen werden von den Instrumenten federleicht und nur grundierend begleitet. Dieses musikalische Bühnenwerk weist sowohl Elemente der Operette als auch Anzeichen eines Musicals auf. Wegen der kleinen Besetzung hat es seine Heimat in den Kammertheatern.

## Hörspiel
- 1953: Ein Engel namens Schmitt – Regie: Otto Kurth, mit Heinz Rühmann, Hans Zesch-Ballot, Gisela Peltzer, Helmut Peine, Jo Wegener, Charlotte Joeres – Produktion: NWDR – Länge: 70 Minuten (Mono)

Es handelt sich hier um eines der wenigen Hörspiele, in denen der Schauspieler Heinz Rühmann mitwirkte.